# Jean Tirole
Jean Marcel Tirole (født 9. august 1953 i Troyes) er en fransk økonom og professor ved universitetet i Toulouse. Hans arbejdsområder omfatter industriøkonomi, spilteori, banker og finansiel økonomi samt adfærdsøkonomi. I 2014 modtog han Nobelprisen i økonomi "for sin analyse af markedsmagt og regulering".

## Baggrund
Tirole blev uddannet fra École Polytechnique i Paris i 1976 og fra École nationale des ponts et chaussées i 1978. I 1981 fik han en Ph.D.-grad fra Massachusetts Institute of Technology (MIT) for en afhandling med titlen Essays in economic theory, som han udarbejdede under vejledning af Eric Maskin, der selv modtog Nobelprisen i økonomi i 2007. Derefter arbejdede han bl.a. som forsker ved École nationale des ponts et chaussées 1981-84, som professor ved MIT 1984-91, og som professor i økonomi ved École Polytechnique 1994-96. Sammen med kollegaen og samarbejdspartneren Jean-Jacques Laffont var han med til at opbygge økonomi-afdelingen ved universitetet i Toulouse (fra 2011 under navnet Toulouse School of Economics) til et af de højestrangerende økonomiske institutter i verden.

## Forskning
Jean Tirole har især forsket i, hvordan naturlige monopoler og andre virksomheder med markedsmagt bedre kan reguleres. Her har han blandt andet fokuseret på asymmetrisk information, hvor virksomhederne har bedre viden om markedet end dem, der skal regulere det. Han fik Nobelprisen for siden 1980'erne at have pustet nyt liv i forskningen inden for markedsfejl - dvs. situationer, hvor konkurrencen ikke kan fungere eller ikke skaber den optimale situation. I Nobelpriskomiteens begrundelse for tildelingen blev i øvrigt også Laffont nævnt, hvilket opfattes som en antydning af, at Laffont, som var medforfatter sammen med Tirole til mange af nøgleartiklerne i denne sammenhæng, ville have delt Nobelprisen med ham, hvis han stadig havde levet (Laffont døde i 2004).
Tiroles forskning har dannet grundlag for meget senere arbejde inden for konkurrencelovgivning. I anledning af Nobelpris-tildelingen udtalte professor Christian Schultz, institutleder ved Økonomisk Institut på Københavns Universitet og formand for Konkurrencerådet, at Tiroles forskning har været central i at fremme den gode konkurrence: "Han har lært os, at djævlen ofte er i detaljen, og at forskellige markeder ikke kan skæres over en kam. Det kræver en detaljeret analyse af de enkelte markeder, og det har han lavet i mange år".
Tirole har også været forfatter eller medforfatter til flere udbredte lærebøger i industriøkonomi og spilteori, som bl.a. er blevet brugt i økonomi-undervisningen på danske universiteter.

## Udmærkelser
I 1993 blev Tirole sammen med Jean-Jacques Laffont den første modtager nogensidende af Yrjö Jahnsson-prisen, som siden er blevet givet hvert andet år af den europæiske sammenslutning af økonomer European Economic Association (EEA) til en fremtrædende europæisk økonom under 45 år, som har ydet et betydningsfuldt bidrag inden for teoretisk eller anvendt forskning.
Tirole var formand for Econometric Society i 1998 og for EEA i 2001. I 2007 blev han udnævnt til ridder af den franske Æreslegion. 

## Økonomi for det fælles bedste
Da Tirole modtog Nobelprisen i 2014, blev han pludselig et kendt ansigt i sit hjemland Frankrig, og helt ukendte mennesker begyndte at stoppe ham på gaden for at høre hans mening om en række forskellige samfundsøkonomiske problemstillinger, der lå udenfor hans eget forskningsområde. Det førte til, at han skrev en bog, der ikke var henvendt til fagfæller, men til offentligheden, om hvordan indsigter fra den økonomiske videnskab kunne bidrage til at løse en række samfundsproblemer.  Bogen blev udgivet på fransk i 2016 som Économie du bien commun ("Økonomi for det fælles bedste") på forlaget Presses universitaires de France, og på engelsk året efter på Princeton University Press som Economics for the Common Good. Her skriver Tirole bl.a. om beskæftigelsespolitik, klimaøkonomi, EU, samfundets digitalisering, finanskrisen 2007-2009, den økonomiske profession og forsknings rolle i det moderne samfund og behovet for at regulere de forskellige økonomiske sektorer på passende vis. I forbindelse med udgivelsen af bogen har Tirole arrangeret besøg på en række universiteter i flere lande, bl.a. på Københavns Universitet i oktober 2018.